# Calamonastes
Genre
Calamonastes est un genre de passereaux de la famille des Cisticolidae. Il se trouve à l'état naturel en Afrique subsaharienne,,,.

## Liste des espèces
Selon la classification de référence du Congrès ornithologique international (version 8.1, 2018) :
- Calamonastes fasciolatus (Smith, A, 1847) — Camaroptère barrée, Fauvette-chanteur à strie
  - Calamonastes fasciolatus europhilus (Clancey, 1970)
  - Calamonastes fasciolatus fasciolatus (Smith, A, 1847)
  - Calamonastes fasciolatus pallidior Hartert, 1907
- Calamonastes simplex (Cabanis, 1878) — Camaroptère modeste
- Calamonastes stierlingi Reichenow, 1901 — Camaroptère de Stierling, Fauvette-chanteur de Stierling
  - Calamonastes stierlingi irwini (Smithers & Paterson, 1956)
  - Calamonastes stierlingi olivascens (Clancey, 1969)
  - Calamonastes stierlingi pintoi (Irwin, 1960)
  - Calamonastes stierlingi stierlingi Reichenow, 1901
- Calamonastes undosus (Reichenow, 1882) — Camaroptère du miombo
  - Calamonastes undosus cinereus Reichenow, 1887
  - Calamonastes undosus huilae (Meise, 1958)
  - Calamonastes undosus katangae Neave, 1909
  - Calamonastes undosus undosus (Reichenow, 1882)